# Metastelmatinae
Metastelmatinae es una subtribu de plantas de flores perteneciente a la familia Apocynaceae (orden Gentianales).

## Géneros
Esta subtribu tiene los siguientes géneros.
| - Anomotassa - Barjonia - Blepharodon - Cyathostelma - Ditassa - Funastrum - Gonioanthela | - Grisebachiella - Hemipogon - Hypolobus - Jobinia - Macroditassa - Metastelma - Nautonia | - Orthosia - Pentacyphus - Peplonia - Petalostelma - Philibertia - Rhyssostelma - Tassadia - Vailia |